# پادشاه گون‌چوگو
پادشاه گون‌چوگو (به کره‌ای: 근초고왕)، (سلطنت: ۳۴۶~۳۷۵ میلادی)؛ سیزدهمین و قدرتمند‌ترین پادشاه بکجه از سه پادشاهی کره و پسر پادشاه بیریو یازدهمین پادشاه بکجه بود.
او در زمانی به دنیا آمد که پادشاهی بکجه، یکی از ۵۴ کنفدراسیون ماهان، به تدریج ظاهر یک ملت قبیله‌ای به خود می گرفت. چون از جوانی هیکلی درشت داشت، درسال ۳۴۶ میلادی پس از پادشاه گیه با اینکه پسر دوم بود به سلطنت رسید. پادشاه گون‌چوگو تا حدی کنفدراسیون ماهان را تا منطقه جولادو در جنوب متحد کرد و همچنین به قلعه پیونگ‌یانگ در شمال حمله کرد و گگوگوون پادشاه گوگوریو را درسال ۳۷۱ میلادی کشت.

## زندگی
پادشاه گون‌چوگو اسم قبل اینکه به تخت بنشیند بویو گو بوده چهارمین پسر پادشاه بیریو یازدهمین پادشاه بکجه بود و پس از مرگ گیه دوازدهمین پادشاه بکجه به پادشاهی رسید. به نظر می‌رسد سلطنت او نشان‌دهنده برتری دائمی نوادگان پنجمین پادشاه بکجه یعنی پادشاه چوگو (که نام گون‌چوگو نیز برگرفته از اوست) بر فرزندان هشتمین پادشاه یعنی پادشاه گوی بوده و به سلطنت متناوب دو خط پایان داد. او درسال ۳۷۵ میلادی و در سن شصت سالگی درگذشت. مرگ وی بر اثر کهولت سن بود. پس از وی حکومت به ولیعهدش گون‌گوسو رسید.

## تقویت قدرت سلطنتی
پس از رسیدن به تاج و تخت، او تصمیم گرفت تا قدرت سلطنت را در باکجه یکپارچه و مستحکم کند. او قدرت اشراف را کاهش داد و سیستم حکومت های محلی با رؤسای منطقه‌ای منصوب شده توسط دربار را راه‌اندازی کرد. او با وی هونگران دختری که قبیله جین او را به دختر خواندگی گرفته بود و بویو وا دختر پادشاه گیه ازدواج کرد و الگوی ارثی پدر و پسری را برای جانشینی تاج و تخت ایجاد نمود و پایتخت را به هان‌سونگ (جنوب شرقی سئول امروزی) منتقل کرد.

## گسترش قلمرو

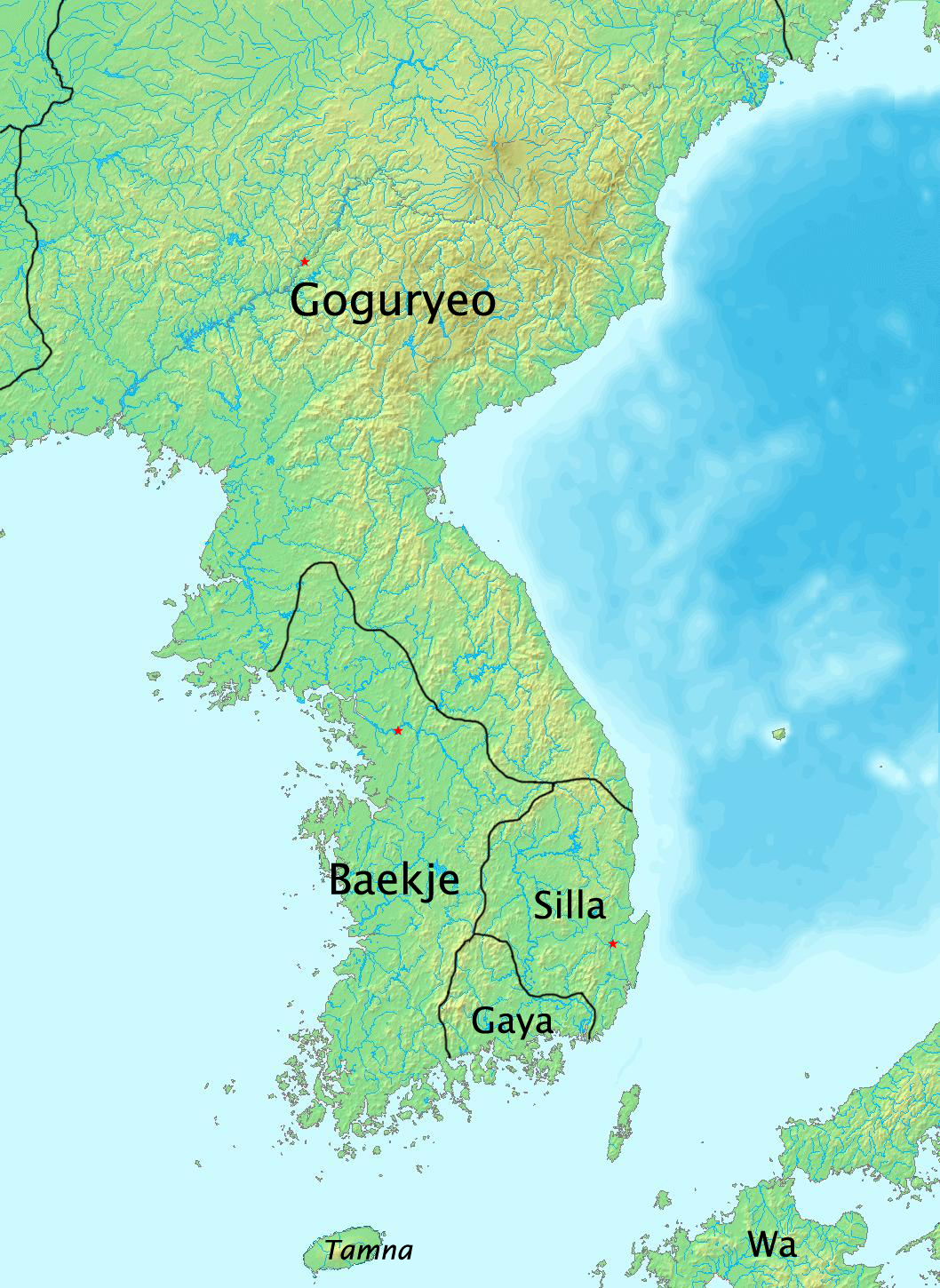
نقشه ی کره جنوبی

تحت حکومت پادشاه گون‌چوگو، پادشاهی بکجه به بزرگ‌ترین گستره جغرافیایی و قدرت سیاسی خود رسید. قبایل باقی‌مانده از ماهان درسال ۳۶۹ میلادی ضمیمه شدند و کنترل بکجه بر تمام منطقه جولادو کامل شد. ایالت‌های کنفدراسیون گایا در غرب رودخانه ناکدونگ نیز به بکجه پیوستند.
درسال ۳۶۹ میلادی، بکجه توسط گوگوریو مورد تهاجم قرار گرفت؛ اما در نبرد چیانگ با قدرت ایستادگی کرد. درسال ۳۷۱ میلادی، ارتش ۳۰٫۰۰۰ نفری بکجه به رهبری ولیعهد گون‌گوسو، قلعه پیونگ‌یانگ را تصرف کرد و گگوگوون پادشاه گوگوریو را کشت.
در پایان این پیروزی‌ها، مرزهای بکجه دریای زرد را احاطه کرد و بخش اعظم شبه‌جزیره کره، از جمله تمام گیونگ‌گی، چونگچونگ، جولادو و بخش‌هایی از استان‌های گانگوون و هوانگهه تحت کنترل آنها قرار گرفت.

## روابط خارجی
درسال ۳۶۶ میلادی، پادشاه گون‌چوگو با شیلا، که در شرق با بکجه هم‌مرز بود، متحد شد و توازن قدرت را در میان سه پادشاهی حفظ کرد.
کنترل بکجه در بیشترین حد خود به شمال و به چین کنونی رسید. بکجه همچنین با جین درسال ۳۴۵ میلادی و ژاپن درسال ۳۶۷ میلادی روابط دیپلماتیک برقرار کرد.
پادشاه گون‌چوگو به عنوان نخستین پادشاه در تاریخ بکجه شناخته می شود که نامش در اسناد تاریخی چین ثبت شده است. طبق کتاب جین، فرستادگانی برای پرداخت خراج در ماه های اول و ششم تقویم قمری در سال ۳۷۲ به دونگ‌جین فرستاده شدند و این اولین تماس دیپلماتیک بین بکجه و دونگ‌جین بود. در همان سال، دربار دونگ‌جین فرستادگانی به بکجه فرستاده و عنوان «ژنرال تثبیت کننده شرق(ژنرال ژندونگ) و فرماندار لیلانگ» را به او اعطا کرد.
در طول سلطنت او، بکجه داد و ستد تجاری بین چین، شبه‌جزیره کره و ژاپن که به عنوان تجارت سه‌گانه شناخته می‌شود را فعال و رهبری میکرد. به‌طور سنتی تجارت عمدتاً تحت سلطه امپراتوران چینی بود. با این حال، پس از اینکه جین کنترل لیلانگ را از دست داد، شمال چین تحت حاکمیت «پنج بربر» قرار گرفت، که همه آنها در دریا بی‌تجربه بودند. بکجه در مناطق لیائوژی چین فرماندهی ایجاد کرد و تا کیوشو ژاپن پیشروی کرد و به عنوان مرکز تجاری جدید آسیای شرقی مطرح شد.
بکجه همچنین فرهنگ را به متحدانش در پادشاهی وا در ژاپن دوره یاماتو صادر کرد. گواه رابطه دوستانه بکجه با ژاپن، شمشیر هفت شاخه‌ای است که پادشاه گون‌چوگو به یاماتو داد. پادشاه گون‌چوگو همچنین دانشمندان وانگ این و آجیکی را به ژاپن فرستاد تا دانش و فرهنگ بکجه، آیین کنفوسیوس و حروف چینی را گسترش دهند. وانگ این آثار کلاسیک کنفوسیوس را به وارث امپراتور یوجینوواکیراتوکو آموخت.
طبق تاریخ ژاپن، آجیکی و وانگ این به ژاپن اعزام شدند. پادشاه ژاپن با آنها به عنوان مربیان ولیعهد رفتار می کرد و در همین زمان بود که شمشیر هفت تیغه برای پادشاه ژاپن فرستاده شد. بر اساس تاریخ ژاپن، ثبت شده است که پادشاه گون‌چوگو ۴۰ لوح آهن را به کشور ژاپن فرستاد، بنابراین به نظر می رسد که ژاپنی ها در زمان سلطنت شاه گون‌چوگو، ظروف آهنی را از گایا و بکجه وارد کرده اند.

## در تاریخ
در طول سلطنت او، برای نخستین بار در تاریخ ۴۰۰ ساله بکجه، تاریخچه‌ای از بکجه با عنوان سوگی توسط محقق گوهیونگ گردآوری شد. هدف آن نه تنها ثبت تاریخ، بلکه توجیه حکومت او و نمایش قدرت بکجه بود. هیچ کپی شناخته شده‌ای از سوگی تا دوران مدرن باقی نمانده‌است.

### در سامگوک ساگی
«پادشاه گون‌چوگو چهارمین پسر پادشاه بیریو بود. او به طور شگفت آوری تنومند بود و همینطور دانش گسترده‌ای داشت. هنگامی که پادشاه گیه درگذشت، وی جانشین او شد.»
- ۳۴۷ میلادی، فصل بهار، ماه اول. قربانی‌هایی برای خدایان آسمان و زمین انجام شد. «به جینجونگ» وزیر دربار شد. او از بستگان ملکه بود. او شخصیتی شرور و فاسد داشت و خیرخواه نبود. او توجه خود را به سمت مسائل جزئی معطوف میکرد و برای رسیدن به اهداف خویش به زور متکی بود. مردم از او متنفر بودند.
- ۳۶۶ میلادی'٬'، فصل بهار، ماه سوم. قاصدانی برای تقدیم هدایا به شیلا اعزام شدند.
- ۳۶۸ میلادی، فصل بهار، ماه سوم. روز اول ماه. خورشید گرفتگی رخ داد. قاصدانی به همراه دو اسب خوب به شیلا فرستاده شدند.
- ۳۶۹ میلادی، فصل پاییز، ماه نهم. پادشاه سایو پادشاه گوگوریو در راس ۲۰٫۰۰۰ سرباز پیاده و سواره‌نظام به دهکده چیانگ آمد و نیروهای خود را برای حمله و غارت خانه‌های مردم تقسیم کرد. پادشاه بی درنگ ولیعهد را به همراه سربازان به چیانگ فرستاد و آنها به سرعت به دشمن حمله کردند و آنها را شکست دادند. آنها بیش از ۵٫۰۰۰ نفر را اسیر کردند و این اسیران به عنوان هدیه به ژنرال و رزمندگانش اهدا شد. فصل زمستان، ماه یازدهم. یک بازرسی بزرگ از نیروها در منطقه جنوب رودخانه هان انجام شد. پرچم‌های استفاده شده همگی زرد بودند.
- ۳۷۱ میلادی. گوگوریو تعداد سربازان را افزایش داد و به سمت مرزهای ما آمد. پادشاه این را شنید و افرادش در خندق‌ها و کانال‌ها پنهان شدند. سپس ناگهان به بیرون شتافتند و به آنها حمله کردند. سربازان گوگوریو شکست خوردند. زمستان؛ پادشاه و ولیعهد ۳۰٫۰۰۰ سرباز با روحیه را برای حمله به گوگوریو در قلعه پیونگ‌یانگ رهبری کردند. پادشاه گوگوریو، پادشاه سایو، برای دفع آنها با قدرت جنگید، اما یک تیر سرگردان به او اصابت کرد و جان باخت. پادشاه ما، افراد او را وادار به عقب‌نشینی کرد و ما پایتخت‌مان را به کوه «هان‌سونگ» منتقل کردیم.
- ۳۷۲ میلادی، فصل بهار، ماه اول. قاصدانی به همراه خراج به دربار جین اعزام شدند. فصل پاییز، ماه هفتم؛ زلزله ای رخ داد.
- ۳۷۳ میلادی، فصل بهار، ماه دوم. قاصدانی به همراه خراج به دربار دونگ‌جین اعزام شدند. فصل پاییز، ماه هفتم؛ دژی در کوه چونگموک ساخته شد. ارباب دژ دوکسان به همراه ۳۰۰ نفر افراد تحت فرمانش به شیلا گریخت.
- ۳۷۵ میلادی، فصل پاییز، ماه هفتم. گوگوریو آمد و به مناطق پست شمالی در دژ سوگوک حمله کرد و آن را گرفت. پادشاه مردانی را برای دفع تهاجم اعزام کرد، اما موفق نشدند. پادشاه همچنین برای انتقام گرفتن از آنها به همراه یک ژنرال ارتشی بزرگ تشکیل داد، اما در آن سال خشکسالی رخ داد و بنابراین نقشه به نتیجه نرسید. فصل زمستان، ماه یازدهم. پادشاه درگذشت. گوکی (روایتگر امور باستانی) می‌گوید، زمانی که بکجه تأسیس شد، آنها سوابق مکتوب را حفظ نکردند. با این حال، در این دوره آنها به خدمت محقق گوهیونگ رفتند و او از ابتدا شروع به نوشتن تاریخ کرد. با این حال، هویت گوهیونگ در هیچ تاریخچه دیگری مشخص نشده‌ است و بنابراین معلوم نیست که او چه کسی بوده‌ است.

## خانواده
- پدر: پادشاه بیریو ، یازدهمین پادشاه بکجه
- مادر: بانویی از قبیله جین
- همسران : [۱۱]
- ملکه اول :ملکه بویو وا دختر پادشاه گیه
- چهاردهمین پادشاه بکجه، بویو سو
- ملکه دوم :بانویی از قبیله جین
- شاهزاده بویو گون

## تصویرسازی مدرن
- توسط کام ووسونگ در مجموعه تلویزیونی امپراتور افسانه‌ها (۲۰۱۰–۲۰۱۱) از شبکه کی‌بی‌اس۱ به تصویر کشیده شد.
- این نقش توسط جونگ سونگ کیو در سریال تلویزیونی (وقایع نگاری کره) محصول سال ۲۰۱۷ شبکه کی بی اس به تصویر کشیده شده است.